# Cladochaeta similex
Cladochaeta similex är en tvåvingeart som beskrevs av David Grimaldi och Nguyen 1999. Cladochaeta similex ingår i släktet Cladochaeta och familjen daggflugor.
Artens utbredningsområde är Panama. Inga underarter finns listade i Catalogue of Life.